# Isomerida ruficornis
Isomerida ruficornis är en skalbaggsart som beskrevs av Bates 1866. Isomerida ruficornis ingår i släktet Isomerida och familjen långhorningar. Inga underarter finns listade i Catalogue of Life.